# عنبراوات
العنبراوات (الاسم العلمي: Physeterinae) هي أسرة من الحيتانيات تتبع فصيلة حيتان العنبر من الحيتان المسننة.

## أجناس العنبراوات
- حوت العنبر
- †حوت حفري
- †حوت العنبر الصغير
- †عنبر سالف
- †حوت بحري
- †عنبر فارق
- †عنبري السن
- †باليني السن
- †عنبر غابر
- †حوت صفيحي